# Iberia (film)
Pour les articles homonymes, voir Iberia (homonymie).
Pour plus de détails, voir Fiche technique et Distribution.
Iberia est un film franco-espagnol réalisé par Carlos Saura, sorti en 2005.

## Synopsis
Ensemble de danses, inspirées entre autres par la suite pour piano Iberia d'Isaac Albéniz.

## Fiche technique
- Titre original : Iberia
- Réalisation : Carlos Saura
- Scénario : Carlos Saura
- Direction artistique : Carlos Saura
- Photographie : José Luis López-Linares
- Son : Carlos Schmukler
- Montage : Julia Juaniz
- Musique : Isaac Albéniz
- Direction musicale : Roque Baños
- Production : Álvaro Longoria
- Coproduction : Jorge Farré
- Production associée : Ricardo Fernández-Deu
- Sociétés de production : 
  -  Morena Films, Telemadrid
  -  Wild Bunch
- Société de distribution : Wild Bunch (France)
- Pays de production :  Espagne,  France
- Langue originale : espagnol
- Format : couleur / noir et blanc — 35 mm — son Dolby numérique
- Genre : documentaire
- Durée : 99 minutes (120 minutes lors de sa présentation à Cannes)
- Dates de sortie :
  - Espagne : 26 octobre 2005 (Festival de Valladolid) ; 28 octobre 2005 (en salles)

## Distribution
- Sara Baras
- Antonio Canales
- Marta Carrasco
- Aída Gómez
- Enrique Morente
- Estrella Morente
- Gerardo Nóñez
- José Antonio Ruiz
- Manolo Sanlúcar
- Rosa Torres Pardo

## Autour du film
- Ce film a été réalisé à l'occasion du centième anniversaire de la suite "Iberia" d'Isaac Albéniz, composée de 1905 à 1909, mais il contient aussi d'autres œuvres du même compositeur : "Suite espagnole (Op. 47), "Chants d'Espagne" (Op. 232), "12 pièces caractéristiques" (Op. 92) et "España" (Op. 165).